# Tyloperla sauteri
Tyloperla sauteri is een steenvlieg uit de familie borstelsteenvliegen (Perlidae). De wetenschappelijke naam van de soort is voor het eerst geldig gepubliceerd in 1929 door Navás.